# سیکلوپروپنون
سیکلوپرونون (به انگلیسی: Cyclopropenone) یک ترکیب آلی با فرمول مولکولی C۳H۲O است که از یک چارچوب کربن سیکلوپروپن که حاوی یک گروه عاملی کتون و یک پیوند دوگانه است. این ترکیب که از لحاظ ظاهری مایعی بی‌رنگ و فرار است، در نزدیکی دمای اتاق به جوش می‌آید. چنان‌چه سیکلوپروپونون به‌مدت طولانی در دمای اتاق نگه داشته شود، شروع به پلیمره شدن می‌نماید. از نظر خاصیت شیمیایی، قطبش شدید گروه کربونیل موجب ایجاد بار منفی بر روی اکسیژن و بار مثبت بر روی اتم کربن گروه عاملی کتون که در حلقه پروپان حضور دارد، می‌شود. این جدایی بار سبب ایجاد خصلت آروماتیک در حلقه سیکلوپروپن می‌شود. 

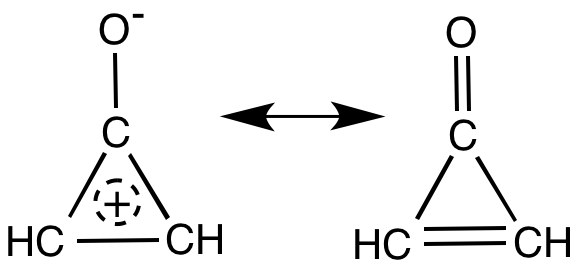
ساختارهای رزونانس اصلی سیکلوپروپنون